# 貝洛索夫角
69°51′S 160°20′E / 69.850°S 160.333°E
貝洛索夫角（英語：Belousov Point）是南極洲的海岬，位於維多利亞地的蘇沃羅夫冰川終點以北，是安德森半島的南端，處於威廉斯角和阿代爾角之間，該海岬由蘇聯探險隊繪入地圖。